# Indurimento (calcestruzzo)
L'indurimento (in inglese hardening) è un processo, che ha inizio subito dopo la presa, durante il quale un conglomerato a base cementizia, come il calcestruzzo o le malte di cemento, a seguito di una serie di interazioni fisiche e chimiche tra cemento e acqua d'impasto, nel giro di un giorno assume la rigidità tipica di una pietra naturale e sviluppa una apprezzabile resistenza meccanica.
Al contrario della presa, l'indurimento prosegue indefinitamente nel tempo, anche se dopo alcune settimane gli impasti a base di cemento raggiungono già resistenze meccaniche assai vicine a quelle raggiungibili a distanza di anni. Normalmente tale fase si considera conclusa entro i primi 28 giorni, poiché dopo tale periodo si è sviluppato oltre il 90% della resistenza meccanica complessiva.
Questo periodo può essere variato aggiungendo all'impasto opportuni additivi. L'indurimento è fortemente influenzato dal tipo di cemento e dalla temperatura.

## Temperatura e grado di maturazione
Le temperature più favorevoli per l'indurimento e per lo sviluppo delle resistenze meccaniche sono comprese tra 18 e 25 °C.
Infatti, le prove previste dalle norme UNI (UNI EN 197/1) eseguite sulle malte, per la classificazione meccanica dei cementi, e quelle (UNI EN 206) su cubetti, per la determinazione della resistenza meccanica (Rck) dei calcestruzzi, devono essere eseguite su materiali stagionati in condizioni termo-igrometriche standard ed in particolare a 20 °C.
Nella pratica di cantiere però i calcestruzzi sono gettati e stagionati a temperature talvolta molto diverse dai 20 °C.
Le temperature più elevate accelerano le reazioni di idratazione del cemento e quindi l'indurimento. Particolarmente favorevole è il caldo umido fino a 90 °C (indurimento in vapore).
A parità di umidità ambientale, nel breve tempo (da 1 a 7 giorni), la resistenza meccanica del calcestruzzo stagionato ad una temperatura di 30 °C risulta maggiore di quella ottenibile con la temperatura standard, anche se poi a lunga scadenza (tempi >> 28 gg) la resistenza risulta invece inferiore rispetto a quella a 20 °C; questo è dovuto ad una peggiore qualità dei silicati idrati di calcio che sono i responsabili della resistenza meccanica del conglomerato.
Le temperature sotto +18 °C invece rallentano l'indurimento, quelle inferiori a +5 °C lo ritardano notevolmente. Di contro la resistenza meccanica ottenuta a basse temperature (10 °C) nel lungo tempo (>> 28 gg) risultano maggiori di quelle ottenibili a temperatura standard, questo si spiega con la produzione di silicati idrati di calcio di qualità migliore. Sotto i +5 °C in caso di pericolo di gelo vanno previsti provvedimenti cautelativi come:
- riscaldamento degli inerti e dell'acqua;
- copertura delle strutture con teloni.

Se la temperatura scende sotto 0 °C, l'acqua di impasto, ancora liquida, si trasforma in ghiaccio nel calcestruzzo ancora poco resistente meccanicamente e quindi si verifica una disgregazione irreversibile dovuta all'aumento di volume (circa 9%) dell'acqua. Sotto i -10 °C circa il processo di presa cessa.

## Indurimento a vapore
Con l'indurimento a vapore (steam curing) si possono raggiungere molto rapidamente resistenze elevate. il calcestruzzo presenta però un post-indurimento ridotto, per cui la sua resistenza finale può risultare inferiore del 10% rispetto ai provini della stessa miscela di calcestruzzo induriti normalmente. 
Con lo steam curing è importante un lento raffreddamento, altrimenti si producono fessurazioni in corrispondenza della superficie a causa dell'insorgere di autotensioni. 
Se si utilizza il trattamento in vapore sotto pressione (high pressure steam curing), ad almeno 3 bar, si ottiene un indurimento rapidissimo e la resistenza finale ne risulta incrementata.

## Tipi di cemento
Considerando una temperatura normale, cioè di + 20 °C, i vari tipi di cemento hanno un indurimento nel tempo diverso e questo si ripercuote sullo sviluppo della resistenza nel tempo. L'influenza del tipo di cemento è però poco significativa sul valore della resistenza finale del calcestruzzo.

## Sostanze che influenzano il fenomeno
La presenza di nitrati nel calcestruzzo accelera i tempi di presa ed indurimento nella pasta cementizia.
La presenza di glucidi, solfati, piombo e zinco, ritardando la cinetica di idratazione del cemento, rallenta i tempi di presa ed indurimento.
Queste proprietà vengono sfruttate per la produzione di additivi.

## Intervalli di disarmo
Dal tempo di indurimento necessario al raggiungimento della resistenza meccanica minima di progetto per sopportare le azioni a cui dovrà essere immediatamente assoggettata la struttura, quindi dalle temperature e dal tipo di cemento, dipendono nella pratica gli intervalli idonei per il disarmo. In generale, solitamente dopo circa 24 ore è già possibile togliere la cassaforma.